# Homi K. Bhabha
Homi Kharshedji Bhabha (Bombay, 1º novembre 1949) è un filosofo indiano naturalizzato statunitense, uno dei principali teorici del postcolonialismo; attualmente insegna all'università di Harvard, negli Stati Uniti.

## Biografia
La sua famiglia appartiene alla minoranza parsi. Si è laureato all'Università di Mumbai e ha fatto il dottorato all'Università di Oxford. È stato senior fellow alle Università di Princeton, Pennsylvania e Chicago.
Bhabha è una delle principali voci della teoria post-coloniale. Il suo lavoro è pesantemente influenzato dal poststrutturalismo occidentale, soprattutto dagli scritti di Jacques Derrida, Jacques Lacan e Michel Foucault.
Nel suo importante libro Nation and Narration (1990) Bhabha sfida la tendenza a trattare le nazioni del terzo mondo come fossero un blocco omogeneo. Questo porta, come sostiene, all'assunto che ci sia un'identità condivisa tra gli ex stati coloniali.
Bhabha sostiene che tutto il senso dell'appartenenza ad una nazione è costruito discorsivamente: è narrativizzato. Uno dei suoi principali contributi agli studi post-coloniali è stato l'identificazione dell'ambivalenza nel dominio coloniale. In The Location of Culture (1994), Bhabha usa concetti influenzati dalla semiotica e dalla psicanalisi Lacaniana: mimicry, interstizio o ibridità. Usando questi concetti, Bhabha sostiene che la produzione culturale è migliore quando è anche più ambivalente.
Bhabha viene talvolta criticato per l'uso di un gergo indecifrabile. Nondimeno, Bhabha è un popolare oratore ed è stato invitato in molte università, tra cui:
- Freie Universitaet Berlin (2006)
- le Clarendon Lectures all'Università di Londra (2001, 2002)
- le Presidential Lecture alla Stanford University (2000)
- le du Bois Lectures alla Harvard University (1999)
- le Annual Interdisciplinary Lecture al SOAS (1995)
- le Richard Wright lecture series all'Università della Pennsylvania (1991)

È uno dei pochi accademici umanisti invitati a parlare al Forum Economico Mondiale di Davos.

## Vita privata
Bhabha è sposato con Jacqueline Bhabha, un'altra rinomata docente indiana, ed è padre dell'attore Satya Bhabha.